# Złoczew
Złoczew je město ve středním Polsku v Lodžském vojvodství v okrese Sieradz, sídlo městsko-vesnické gminy. Leží v geomorfologickém celku Wysoczyzna Złoczewska, patřící do geomorfologická oblasti Nizina Południowowielkopolska. V roce 2024 zde žilo 3 415 obyvatel.

## Historie a současnost
První písemná zmínka o Złoczewu pochází z roku 1496. Złoczew se aktivně zapojil do Lednového povstání proti Ruskému impériu v roce 1863 a za pomoc povstalcům ztratil Złoczew v roce 1870 městská práva a stal se vládním městem.
V roce 1940 Němci ve Złoczewě zřídili ghetto, kde zadržovali asi 2500 Židů z města a okolí. Do roku 1942 byli obyvatelé ghetta deportováni do vyhlazovacích táborů. Złoczew vyšel z druhé světové války extrémně zničen a vylidněn. V letech 1975–1998 Złoczew patřil do již zaniklého Województwa Sieradzkiego. V roce 1962 bylo Geologickým ústavem jižně od Złoczewa objeveno ložisko hnědého uhlí s asi 490 miliony tun uhlí. Zahájení těžby ložiska je plánováno na rok 2030 a uhlí bude použito pro elektrárnu Bełchatów. Se zahájením těžby se plánuje také výstavba železnice.

## Galerie

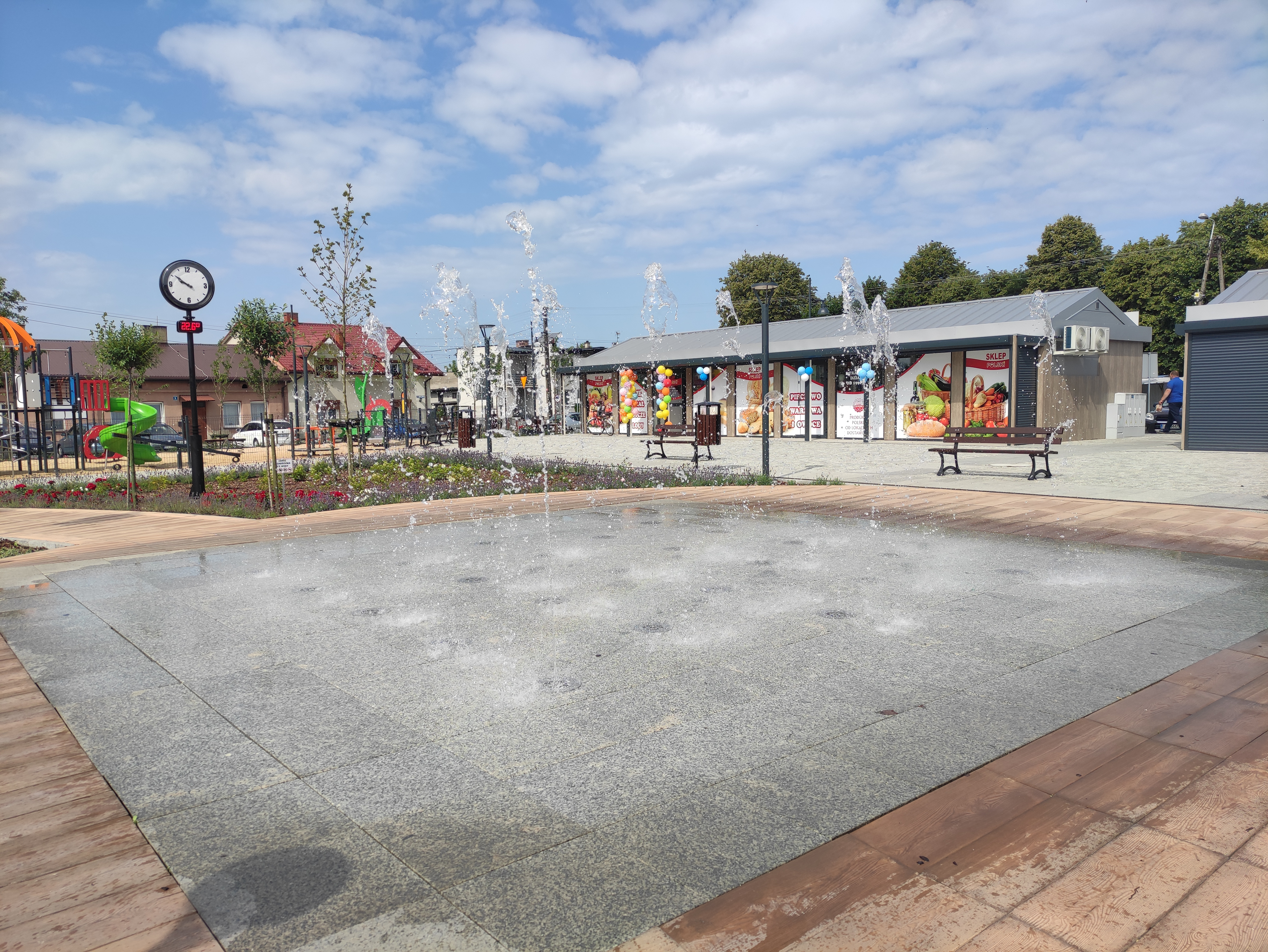
Náměstí s fontánou
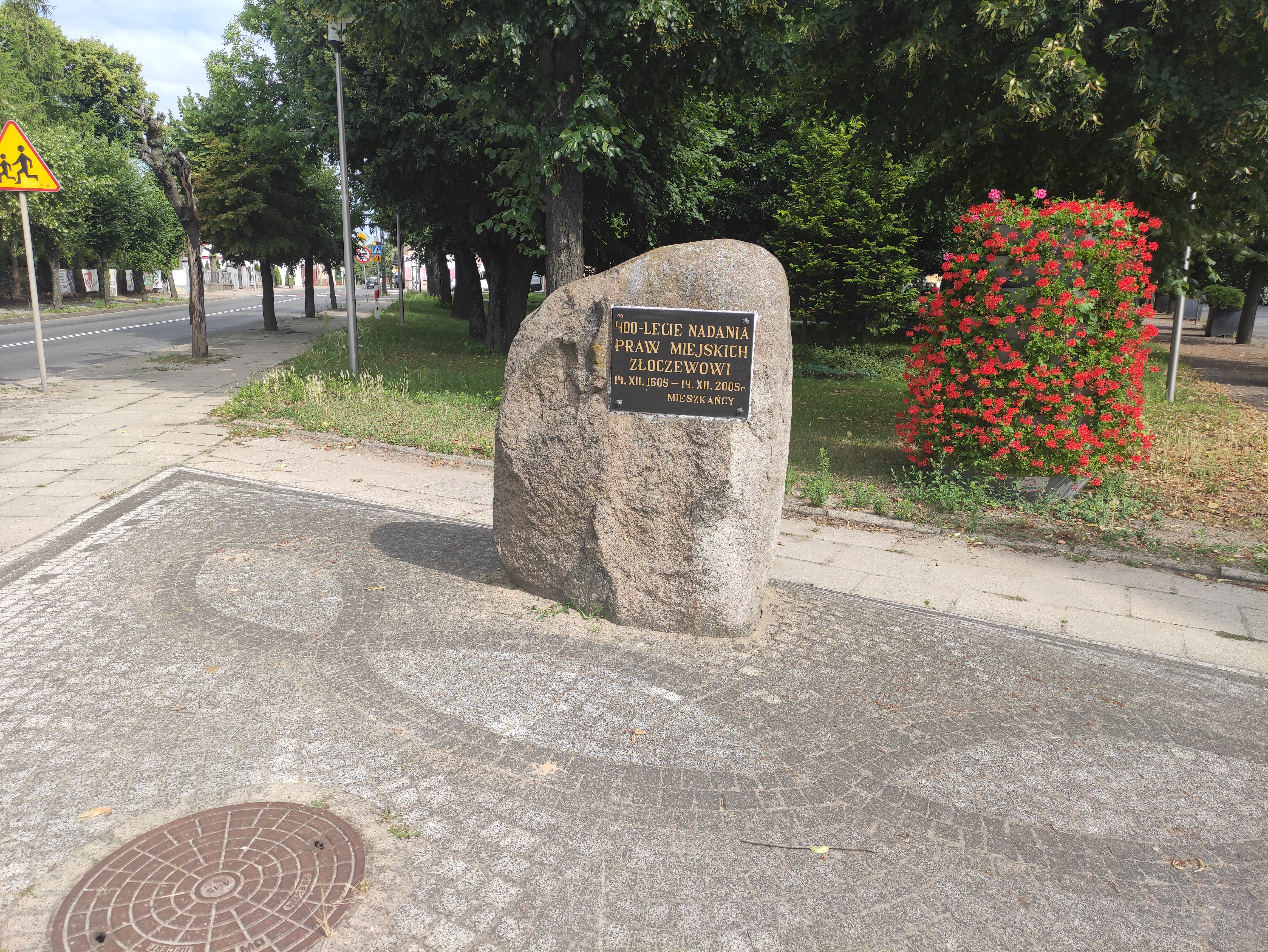
Památník z bludného balvanu
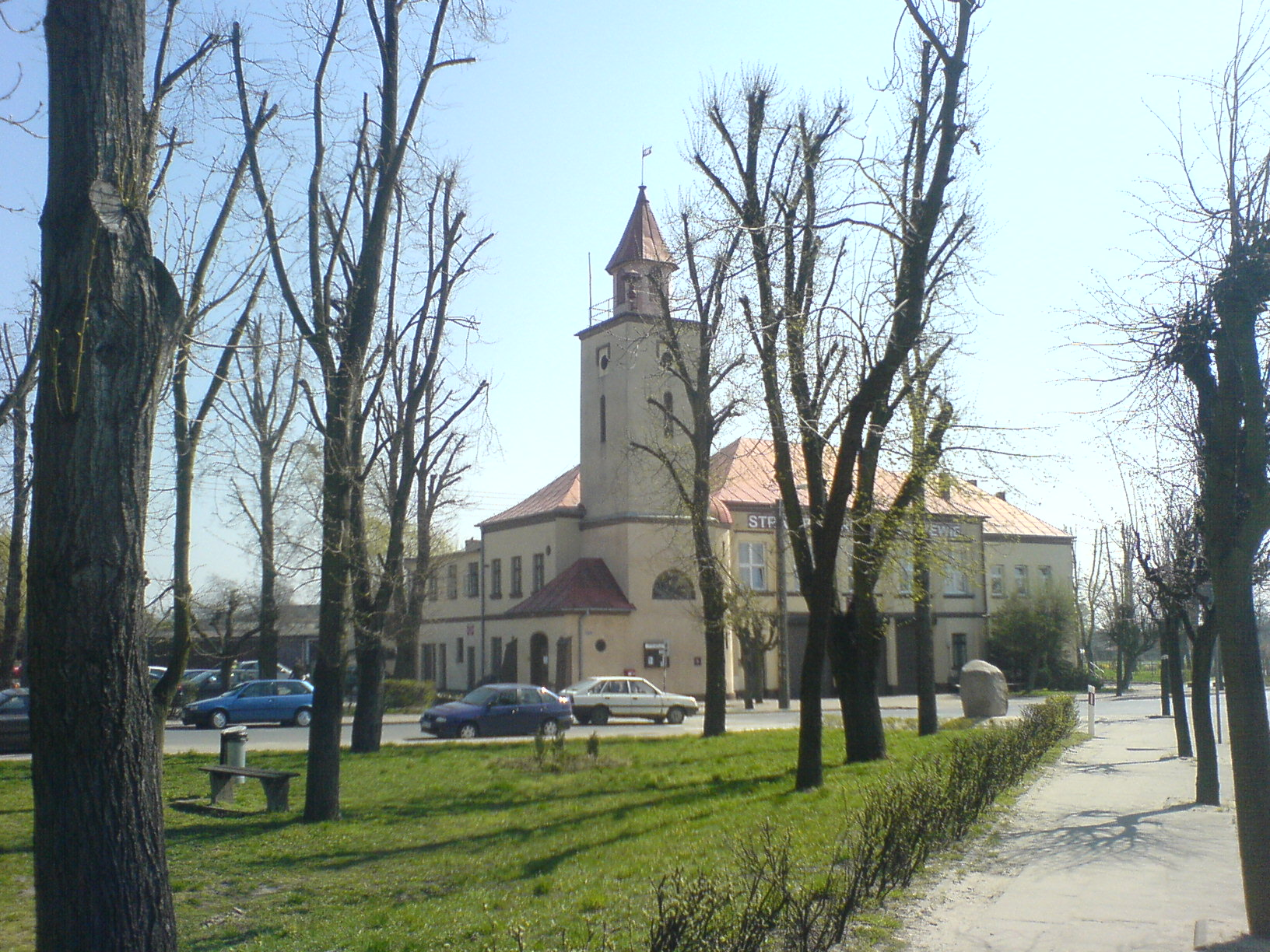
Městský úřad